# Danai Gurira
Danai Jekesai Gurira (Grinnell (Iowa), 14 februari 1978) is een Amerikaanse actrice en toneelschrijfster. 
Gurira is vooral bekend vanwege haar rol als Michonne in de Amerikaanse televisieserie The Walking Dead, en van haar rol als Okoye in het Marvel Cinematic Universe.

## Biografie
Gurira is een dochter van immigranten uit Zimbabwe en heeft een broer en twee zussen. Zij heeft de high school doorlopen aan het Macalester College in Saint Paul (Minnesota). Hierna haalde zij haar master of fine arts aan de New York-universiteit. Naast acteren schrijft zij ook toneelstukken voor het theater.

## Filmografie

### Films
- 2022 Black Panther: Wakanda Forever - als Okoye
- 2019 Avengers: Endgame  - als Okoye
- 2018 Avengers: Infinity War - als Okoye
- 2018 Black Panther - als Okoye
- 2017 All Eyez on Me - als Afeni Shakur
- 2014 Tinker Bell and the Legend of the NeverBeast - als Fury (stem)
- 2013 Mother of George – als Adenike Balogun
- 2011 Restless City – als Sisi
- 2010 My Soul to Take – als Jeanne-Baptiste
- 2010 3 Backyards – als vrouw in blauwe jurk
- 2008 Ghost Town – als spook
- 2007 The Visitor – als Zainab

### Televisieseries
Uitgezonderd eenmalige gastoptredens. 
- 2012 – 2022 The Walking Dead – als Michonne - 126 afl.
- 2021 Pandemica - als stem - 7 afl.
- 2021 What If...? - als Okoye (stem) - 3 afl.
- 2010 – 2011 Treme – als Jill – 6 afl.